# Colmier-le-Haut
Colmier-le-Haut ist eine französische Gemeinde mit 62 Einwohnern (Stand 1. Januar 2022) im Département Haute-Marne in der Region Grand Est. Sie gehört zum Kanton Villegusien-le-Lac und zum Arrondissement Langres.

## Geografie
Die Gemeinde Colmier-le-Haut liegt im Westen des Plateaus von Langres, etwa 33 Kilometer südwestlich von Langres. Im Nordwesten grenzt das Gemeindegebiet an das Département Côte-d’Or. Nachbargemeinden sind Buxerolles im Nordwesten, Arbot im Norden, Aulnoy-sur-Aube im Nordosten, Germaines und Auberive im Osten, Villars-Santenoge im Süden, Colmier-le-Bas im Südwesten und Chambain im Westen.

## Bevölkerungsentwicklung
| Jahr      | 1962 | 1968 | 1975 | 1982 | 1990 | 1999 | 2008 | 2018 |
| --------- | ---- | ---- | ---- | ---- | ---- | ---- | ---- | ---- |
| Einwohner | 139  | 114  | 90   | 75   | 67   | 67   | 69   | 62   |